# Vushtrria
Vushtrria (in albanese Vushtrri o Vushtrria; in serbo Вучитрн?, Vučitrn) è una città del Kosovo, nel distretto di Kosovska Mitrovica. É sede della Corte di Giustizia e Diritto.

## Geografia antropica

### Suddivisioni amministrative
La municipalità si divide nei seguenti villaggi:
Balincë, Bajskë, Beçuk, Beçiq, Bivolak, Boshlan, Brusnik, Bukosh, Lumadh, Vesekofc, Vilanc, Vërnicë, Vushtrri, Galicë, Gllavatin, Gobujë, Dumnicë e Epërme, Studime e Epërme, Stanofc i Epërm, Sfraçak i Epërm, Gracë, Gumnishtë, Deberllukë, Dalak, Dumnicë e Poshtme, Studime e Poshtme, Stanofc i Ulët, Sfarçak i Poshtëm, Druar, Duboc, Zhillivodë, Zagorë, Liqej, Karaçë, Kollë, Kunovik, Kurillovë, Dumnicë e Llugave, Mavriq, Mihaliq, Miraçë, Novolan, Nedakoc, Begaj, Maxhunaj, Akrashticë, Oshlan, Pantinë, Pasomë, Pestovë, Prelluzhë, Reznik, Ropicë, Samadrexhë, Skoçan, Skromë, Sllakovc, Sllatinë, Smrekonicë, Strofc, Taraxhë, Tërllabuq, Hercegovë, Ceceli, Shalë, Shlivovicë e Shtitaricë.

## Società

### Evoluzione demografica
| Composizione etnica |          |   |       |   |        |   |          |   |      |   |
| Anno                | Albanesi | % | Serbi | % | Turchi | % | Bosniaci | % | Roma | % |
| 2013                | 68 840   |   | 432   |   | 278    |   | 35       |   | 68   |   |